# Шарджа (эмират)

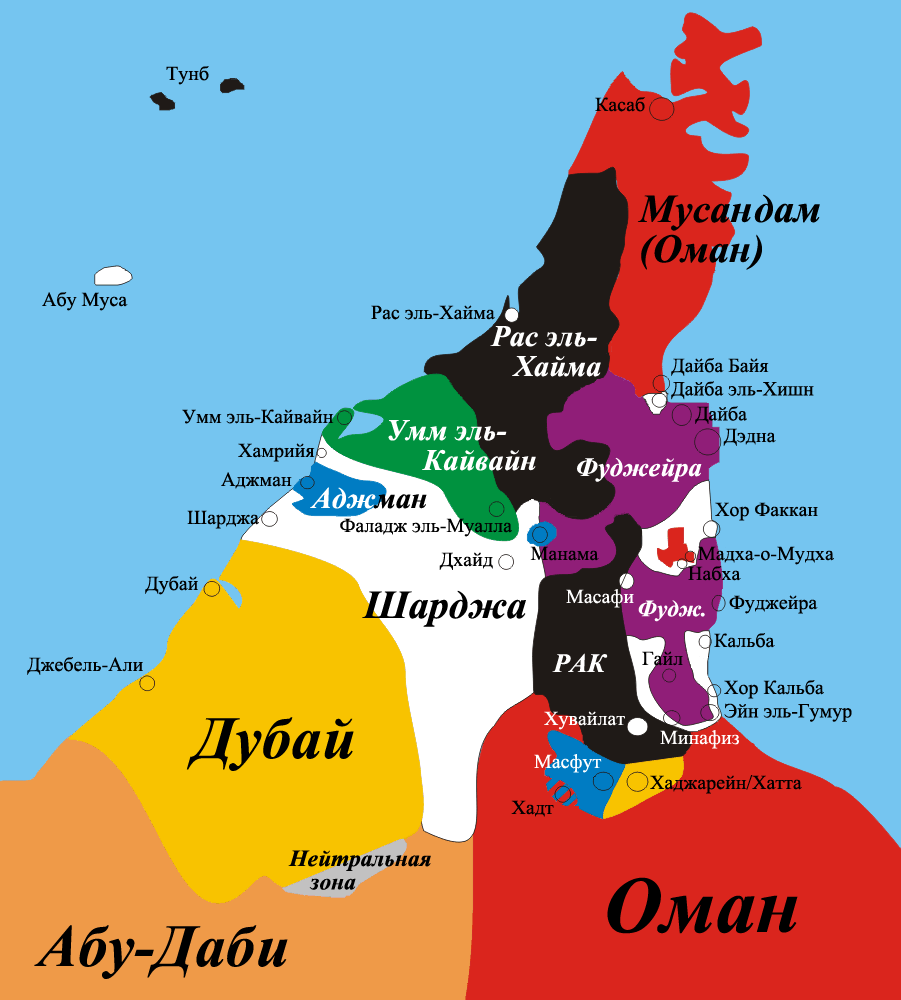
Эксклавы Омана и ОАЭ
Оман
Абу-Даби (ОАЭ)
Дубай (ОАЭ)
Шарджа (ОАЭ)
Аджман (ОАЭ)
Умм эль-Кайвайн (ОАЭ)
Рас эль-Хайма (ОАЭ)
Фуджейра (ОАЭ)

Ша́рджа (араб. الشارقة‎, аш-Ша́рика Aš Šāriqah) — эмират в ОАЭ с одноимённой столицей. Среди семи эмиратов, входящих в состав страны, занимает третье место как по площади, так и по численности населения.
Эмират включает в себя эксклавы на востоке страны: Кальба, Дибба Аль-Изн и Корфаккан. Рядом с Шарджей расположен второй по значению город в ОАЭ Дубай. Символической границей между городами является дорожная развязка, находящаяся наполовину в Шардже, а наполовину в Дубае.
Форма правления — конституционная монархия. Правителем эмирата является шейх Султан бин Мухаммад аль-Касими.

## История
Исторически Шарджа была одним из богатых городов в регионе. Первые поселения были основаны более 5000 лет назад. В начале XVIII века клан Аль-Касими (Племя Хувала) закрепился в Шардже и около 1727 года объявили о её независимости.
8 января 1820 года шейх Султан I бин Сакр аль-Касими подписал Основной морской договор с Британией и принял британский протекторат. Так территория вошла в состав британского протектората Договорный Оман.
2 декабря 1971 года шейх Халид III бин Мухаммад аль-Касими подписал соглашение о вхождении Шарджи в состав объединённого государства — Объединённых Арабских Эмиратов. Как и другие эмираты, вошедшие в состав ОАЭ, эмират Шарджа был широко известен коллекционерам почтовых марок, потому что почтовым министерством Шарджа было выпущено огромное количество марок незадолго до основания ОАЭ. Многие из марок никогда не обращались в странах, чьи имена они носят, поэтому большинство из них не включено в известные каталоги почтовых марок.
13 августа 2011 года в Шардже был построен первый православный храм в ОАЭ — Церковь апостола Филиппа.

## Правители Шарджи
- около 1727—1777 шейх Рашид бин Матар аль-Касими
- 1777—1803 шейх Сакр I бин Рашид аль-Касими
- 1803—1840 шейх Султан I бин Сакр аль-Касими (первый период правления)
- 1840 шейх Сакр бин Султан аль-Касими
- 1840—1866 шейх Султан I бин Сакр аль-Касими (второй период правления) (умер в 1866)
- 1866—1868 шейх Халид I бин Султан аль-Касими (умер в 1868)
- 1868—1883 шейх Селим бин Султан (умер в 1919) — с 1869 совместно со следующим
- 1869—1871 шейх Ибрагим бин Султан аль-Касими
- 1883—1914 шейх Сакр II бин Халид (умер в 1914)
- 1914—1924 шейх Халид II бин Ахмед аль-Касими
- 1924—1951 шейх Султан II бин Сакр аль-Касими (умер в 1951)
- 1951 шейх Мухаммед бин Сакр аль-Касими
- 1951—1965 шейх Сакр III бин Султан аль-Касими (годы жизни 1925—1993)
- 1965—1972 шейх Халид III бин Мухаммад аль-Касими (годы жизни 1931—1972)
- 1972 шейх Сакр бин Мухаммед аль-Касими (регент)
- 1972—1987 шейх Султан III бин Мухаммад аль-Касими (первый период правления) (родился в 1939)
- 1987 шейх Абд аль-Азиз бин Мухаммед аль-Касими (годы жизни 1937—2004)
- 1987 — шейх Султан III бин Мухаммад аль-Касими (второй период правления)

## Археология
В расположенном в часе езды от Шарджи местонахождении Джебель Файя (en:Jebel Faya) учёными из Тюбингенского университета обнаружены примитивные каменные орудия возрастом 125—100 тысяч лет (термолюминисцентный метод). Также археологами найдены артефакты, относящиеся к неолиту, железному и бронзовому векам. Костных останков людей в Джебель Файя не обнаружено.

## Экономика
В соответствии c Корпоративной стратегией развития Шарджи на 2022—2024 годы основное внимание уделяется созданию конкурентоспособной, диверсифицированной и устойчивой экономики эмирата. Стратегия фокусируется на четырех стратегических целях. 
Первая цель направлена на устойчивый экономический рост, посредством которого будет осуществляться запуск стратегических инициатив и проектов. Вторая цель направлена на повышение конкурентоспособности бизнес среды. Третья стратегическая цель направлена на улучшение коммуникаций и создание стратегических партнерств для укрепления сотрудничества. Четвёртая уделяет внимание созданию четких институциональных возможностей для обеспечения предоставления всех административных услуг в соответствии со стандартами качества и эффективности.